# Ray Wise
Ray Wise (født 20. august 1947 i Ohio, USA) er en amerikansk skuespiller. Han er måske bedst kendt for sin rolle som Leon Nash i RoboCop fra (1987).